# Lijst van nummer 1-hits in Portugal in 2002
Deze hits stonden in 2002 op nummer 1 in de Portugal Top 20, de bekendste hitlijst in Portugal.
| Datum        | Artiest                         | Titel                        |
| ------------ | ------------------------------- | ---------------------------- |
| 2 januari    | Kylie Minogue                   | Can't Get You Out of My Head |
| 9 januari    | U2                              | Walk On                      |
| 16 januari   | U2                              | Walk On                      |
| 23 januari   | Robbie Williams & Nicole Kidman | Somethin' Stupid             |
| 30 januari   | Robbie Williams & Nicole Kidman | Somethin' Stupid             |
| 6 februari   | Kylie Minogue                   | Can't Get You Out of My Head |
| 13 februari  | Kylie Minogue                   | Can't Get You Out of My Head |
| 20 februari  | Robbie Williams & Nicole Kidman | Somethin' Stupid             |
| 27 februari  | Robbie Williams & Nicole Kidman | Somethin' Stupid             |
| 6 maart      | Robbie Williams & Nicole Kidman | Somethin' Stupid             |
| 13 maart     | Robbie Williams & Nicole Kidman | Somethin' Stupid             |
| 20 maart     | Robbie Williams & Nicole Kidman | Somethin' Stupid             |
| 27 maart     | George Michael                  | Freeek!                      |
| 3 april      | George Michael                  | Freeek!                      |
| 10 april     | George Michael                  | Freeek!                      |
| 17 april     | George Michael                  | Freeek!                      |
| 24 april     | George Michael                  | Freeek!                      |
| 1 mei        | Marilyn Manson                  | Tainted Love                 |
| 8 mei        | Lamb                            | Gabriel                      |
| 15 mei       | Lenny Kravitz                   | Believe in Me                |
| 22 mei       | Anastacia                       | Paid My Dues                 |
| 29 mei       | Shakira                         | Whenever, Wherever           |
| 5 juni       | Maria José Valério              | Marcha do sporting           |
| 12 juni      | Sarah Connor                    | From Sarah with Love         |
| 19 juni      | Paulo Gonzo                     | Mundial                      |
| 26 juni      | Entre Vozes                     | Marchas populares            |
| 3 juli       | Luís Represas                   | Quero uma casa deste tamanho |
| 10 juli      | Luís Represas                   | Quero uma casa deste tamanho |
| 17 juli      | Elvis & JXL                     | A Little Less Conversation   |
| 24 juli      | Elvis & JXL                     | A Little Less Conversation   |
| 31 juli      | Elvis & JXL                     | A Little Less Conversation   |
| 7 augustus   | Luís Represas                   | Quero uma casa deste tamanho |
| 13 augustus  | Elvis & JXL                     | A Little Less Conversation   |
| 20 augustus  | Elvis & JXL                     | A Little Less Conversation   |
| 28 augustus  | Elvis & JXL                     | A Little Less Conversation   |
| 4 september  | Elvis & JXL                     | A Little Less Conversation   |
| 11 september | Bryan Adams                     | Here I Am                    |
| 18 september | Las Ketchup                     | The Ketchup Song (Aserejé)   |
| 25 september | Shakira                         | Underneath Your Clothes      |
| 2 oktober    | Elvis & JXL                     | A Little Less Conversation   |
| 9 oktober    | Elvis & JXL                     | A Little Less Conversation   |
| 16 oktober   | Shakira                         | Whenever, Wherever           |
| 23 oktober   | U2                              | Electrical Storm             |
| 30 oktober   | U2                              | Electrical Storm             |
| 6 november   | U2                              | Electrical Storm             |
| 13 november  | U2                              | Electrical Storm             |
| 20 november  | U2                              | Electrical Storm             |
| 27 november  | Las Ketchup                     | The Ketchup Song (Aserejé)   |
| 4 december   | Madonna                         | Die Another Day              |
| 11 december  | Bryan Adams                     | Here I Am                    |
| 18 december  | Robbie Williams                 | Feel                         |
| 25 december  | Robbie Williams                 | Feel                         |